# Svartisen
Svartisen és un terme col·lectiu que denomina dues glaceres situades al nord de Noruega. Svartisen forma part del Parc Nacional de Saltfjellet-Svartisen, situat a la serralada Saltfjell.
Les dues glaceres són Vestre Svartisen (Svartisen occidental) (221 km²), que és la segona glacera més gran a la part continental de Noruega (hi ha glaceres més grans a Svalbard) després de Jostedalsbreen; i Østre Svartisen (Svartisen oriental) (148 km²), que és la quarta més gran del país.
També hi ha una sèrie de glaceres de menys importància a la zona, com ara Glombreen a la part nord de Meløy i Simlebreen a Beiarn. Una de les glaceres de Svartisen, Engabreen, acaba en el punt més baix de qualsevol alrea glacera al continent europeu, a 20 metres sobre el nivell del mar (any 2007). L'associació de Recursos Hídrics i Energia Direcció Noruega ha monitorat el balanç de massa glacial de la glacera des de 1970 i opera un laboratori subglacial sota laEngabreen.